# Goran Simov
Goran Simov (31 de Março de 1975, Nova Pazova, Sérvia) é um futebolista sérvio que joga como goleiro atualmente na Albânia pelo KS Bylis Ballsh .